# Verbandsgemeinde Hillesheim

Lage der Verbandsgemeinde im Landkreis Vulkaneifel

Die Verbandsgemeinde Hillesheim war eine Gebietskörperschaft im Landkreis Vulkaneifel in Rheinland-Pfalz. Der Verbandsgemeinde gehörten die Stadt Hillesheim und zehn weitere Ortsgemeinden an, der Verwaltungssitz war in der namensgebenden Stadt Hillesheim. 2019 fusionierte die Verbandsgemeinde mit benachbarten Verbandsgemeinden zur neuen Verbandsgemeinde Gerolstein.

## Geographische Lage
Die Verbandsgemeinde lag in der Vulkanischen Westeifel, eine von drei Teilregionen, in die sich die Vulkaneifel naturräumlich gliedert. Die im Nordosten liegende Gemarkung Nohn zählte man hingegen zur Vulkanischen Hocheifel.

## Verbandsangehörige Gemeinden
| Ortsgemeinde, Stadt         | Fläche (km²) | Einwohner |
| --------------------------- | ------------ | --------- |
| Basberg                     | 2,32         | 84        |
| Berndorf                    | 9,14         | 508       |
| Dohm-Lammersdorf            | 4,54         | 180       |
| Hillesheim, Stadt           | 20,62        | 3.168     |
| Kerpen (Eifel)              | 8,22         | 466       |
| Nohn                        | 11,08        | 457       |
| Oberbettingen               | 6,17         | 736       |
| Oberehe-Stroheich           | 10,30        | 289       |
| Üxheim                      | 30,98        | 1.353     |
| Walsdorf                    | 10,83        | 899       |
| Wiesbaum                    | 15,18        | 619       |
| Verbandsgemeinde Hillesheim | 129,39       | 8.759     |

(Einwohner am 31. Dezember 2017)

## Geschichte
Die Verbandsgemeinde Hillesheim entstand im Rahmen der in der zweiten Hälfte der 1960er und Anfang der 1970er Jahre durchgeführten rheinland-pfälzischen Funktional- und Gebietsreform aus dem seit 1927 bestehenden Amt Hillesheim. Zum 1. Oktober 1968 wurden bezüglich der Verbandsgemeinden aufgrund des „Landesgesetzes zur Änderung kommunalverfassungsrechtlicher Vorschriften und zur Vorbereitung der Neugliederung von Gemeinden“ vom 16. Juli 1968 zunächst alle 132 Ämter in den Regierungsbezirken Koblenz und Trier, darunter das Amt Hillesheim, in Verbandsgemeinden umgewandelt.
1968 gehörten zur Verbandsgemeinde Hillesheim die Ortsgemeinden Berndorf, Bolsdorf, Dohm-Lammersdorf, Hillesheim, Kerpen, Loogh, Niederbettingen, Oberehe, Stroheich, Üxheim, Walsdorf und Zilsdorf.
In einem weiteren Schritt der Gebietsreform wurden durch das „Achte Landesgesetz über die Verwaltungsvereinfachung im Lande Rheinland-Pfalz“ vom 28. Juli 1970 die Verbandsgemeinden im Kreise Daun mit Wirkung vom 7. November 1970 neu gebildet. Der neuen Verbandsgemeinde Hillesheim wurden folgende Gemeinden zugeordnet:
- von der bisherigen Verbandsgemeinde Hillesheim die Gemeinden Berndorf, Bolsdorf, Dohm-Lammersdorf, Hillesheim, Kerpen, Niederbettingen, Oberehe, Stroheich, Üxheim, Walsdorf und Zilsdorf,
- von der aufgelösten Verbandsgemeinde Lissendorf die Gemeinden Basberg, Mirbach, Oberbettingen und Wiesbaum,
- von der aufgelösten Verbandsgemeinde Antweiler (Landkreis Ahrweiler) die Gemeinde Nohn.

Verwaltungssitz der Verbandsgemeinde Hillesheim blieb die Gemeinde Hillesheim, die am 24. Oktober 1993 zur Stadt erhoben wurde.:187
Bereits vor der Neubildung der Verbandsgemeinde wurden am 7. Juni 1969 die Gemeinden Loogh und Kerpen zur neuen Gemeinde Kerpen (Eifel) zusammengeschlossen.:167 Gleichzeitig mit der Neubildung der Verbandsgemeinde wurden die Gemeinden Oberehe und Stroheich zur neuen Gemeinde Oberehe-Stroheich zusammengeschlossen.
Spätere Veränderungen: Am 17. März 1974 wurden Bolsdorf und Niederbettingen nach Hillesheim, Mirbach nach Wiesbaum sowie Zilsdorf nach Walsdorf eingemeindet.:165
Zum 1. Januar 2019 fusionierten die Verbandsgemeinden Gerolstein, Hillesheim und Obere Kyll zur neuen Verbandsgemeinde Gerolstein.

## Bevölkerungsentwicklung
Die Entwicklung der Anzahl der Einwohner auf dem Gebiet der Verbandsgemeinde Hillesheim zum Zeitpunkt der Auflösung; die Werte von 1871 bis 1987 beruhen auf Volkszählungen:

Einwohnerentwicklung von Verbandsgemeinde Hillesheim von 1815 bis 2017 nach nebenstehender Tabelle

| Jahr | Einwohner |
| ---- | --------- |
| 1815 | 4.120     |
| 1835 | 5.500     |
| 1871 | 6.206     |
| 1905 | 6.243     |
| 1939 | 6.696     |
| 1950 | 7.126     |

| Jahr | Einwohner |
| ---- | --------- |
| 1961 | 7.301     |
| 1970 | 7.673     |
| 1987 | 7.610     |
| 1997 | 8.586     |
| 2005 | 8.788     |
| 2017 | 8.759     |

## Politik

### Verbandsgemeinderat
Der Verbandsgemeinderat Hillesheim bestand aus 24 ehrenamtlichen Ratsmitgliedern, die bei der Kommunalwahl am 25. Mai 2014 in einer personalisierten Verhältniswahl gewählt wurden, und dem hauptamtlichen Bürgermeisterin als Vorsitzender.
Die Sitzverteilung im Verbandsgemeinderat:
| Wahl | SPD | CDU | GRÜNE | FWG | SiW | Gesamt   |
| ---- | --- | --- | ----- | --- | --- | -------- |
| 2014 | 3   | 10  | –     | 7   | 4   | 24 Sitze |
| 2009 | 4   | 11  | –     | 9   | –   | 24 Sitze |
| 2004 | 3   | 12  | 1     | 8   | –   | 24 Sitze |
| 1999 | 5   | 14  | 1     | 4   | –   | 24 Sitze |

- FWG = Freie Wählergruppe in der Verbandsgemeinde Hillesheim e. V.
- SiW = Wählergemeinschaft „Sturm im Wald“ e. V.

### Wappen
| Wappen von Verbandsgemeinde Hillesheim | Blasonierung: „Im rot bordierten Schild in Silber im Schildhaupt ein roter Zickzackbalken, darunter das rote Kurtrierer Kreuz, belegt mit einem schwarzen Hirschgeweih.“ |
| Wappen von Verbandsgemeinde Hillesheim | Wappenbegründung: Der rote Zickzackbalken nimmt Bezug auf die Herren von Kerpen, das Kurtrierer Kreuz weist auf die Zugehörigkeit zu Kurtrier hin. Das in verwechselten Farben abgebildete Hirschgeweih bezieht sich auf die Herren von Mirbach. Der rote Bord hebt die Bedeutung als Verbandsgemeinde hervor. Das Wappen ist seit 1971 gültig. |